# Euhelopodidae
Gli euelopodidi (Euhelopodidae) sono una famiglia di grandi dinosauri erbivori vissuta tra la fine del Giurassico e l'inizio del Cretaceo in Asia orientale.

## Caratteristiche insolite
Questi grandi erbivori appartenevano al gruppo dei sauropodi, che ospita anche alcune tra le forme più note di dinosauri, tra cui Apatosaurus, Brontosaurus, Diplodocus e Camarasaurus. E proprio con quest'ultimo gli euelopodidi venivano spesso raggruppati nella famiglia dei camarasauridi. Dotati di un cranio corto e alto, di denti simili a spatole e di un collo eccezionalmente lungo, questi dinosauri sono stati considerati per lungo tempo le controparti cinesi dei camarasauri nordamericani. Di recente, alcune caratteristiche insolite, riguardanti principalmente le vertebre stranamente biforcate, hanno mostrato agli scienziati che questo gruppo apparteneva con tutta probabilità a una radiazione di sauropodi endemica dell'Estremo Oriente. Gli euelopodidi, infatti, non sono noti in nessun'altra regione.

## Classificazione attuale
Attualmente gli euelopodidi vengono considerati come facenti parte di uno stadio evolutivo dei macronaria, i sauropodi dalle ampie narici, in cui lo sviluppo delle cavità nasali non era accentuato come in alcuni brachiosauridi. Con tutta probabilità questi dinosauri devono venire posti evolutivamente appena al di sotto dei titanosauri, i dominatori dei continenti meridionali nel Cretaceo.

## Difficoltà di classificazione
La famiglia consta di qualche specie del Giurassico superiore (Euhelopus, ad esempio, ma anche il meno conosciuto Tienshanosaurus) e di forme del Cretaceo inferiore scoperte di recente (Erketu). Alla famiglia è stato ascritto anche il famoso Mamenchisaurus, ma la specie tipo di questo genere sembrerebbe essere un sauropode molto più primitivo. In generale, in passato a questa famiglia erano stati ascritti praticamente tutti i sauropodi cinesi dotati di denti a spatola (tra cui Omeisaurus, Shunosaurus, Datousaurus), ma ora gran parte di queste forme sembrerebbe essere appartenuta a una prima radiazione di sauropodi asiatici, nota come Omeisauridae, caratteristica del Giurassico medio. Un esemplare scoperto di recente, però, descritto come Yuanmousaurus jiangyiensis, potrebbe essere un vero antenato degli euelopodidi.